# Liste der Nummer-eins-Hits in Kanada (2019)
Dies ist eine Liste der Nummer-eins-Hits in Kanada im Jahr 2019. Die basiert auf den offiziellen Top-20-Album- und -Trackcharts von Music Canada im Auftrag der kanadischen Vertretung der IFPI.

## Singles
| ← 2018 ← | Liste der Nummer-eins-Hits in Kanada | Liste der Nummer-eins-Hits in Kanada | Liste der Nummer-eins-Hits in Kanada | 2020 →                                                                          |
| \| Zeitraum \| Wo. ges. \| Interpret \| Titel Autor(en) \| Zusätzliche Informationen \| \| (Zeitraum, Wochen auf Platz eins, Interpret, Titel, Autor[en], zusätzliche Informationen) \| \| \| \| \| \| ----------------------------------------------------------------------------------------- \| -------- \| ------------------------------- \| ------------------------------------------------------------------------------------------------------------------------------------------------------------------------------------ \| ------------------------------------------------------------------------------- \| \| 8. Oktober 2018 – 1. Januar 2019 12 Wochen (insgesamt 24) \| 24 \| Lady Gaga & Bradley Cooper \| Shallow Mark Ronson, Anthony Rossomando, Andrew Wyatt, Joanne Stefani Germanotta \| – \| \| 2. Januar 2019 – 6. Januar 2019 1 Woche \| 1 \| Panic at the Disco \| High Hopes Tayla Parx, Samuel Hollander, Jonas Jeberg, Ilsey Juber, Lauren Pritchard, William Ernest Lobban Bean, Jake Sinclair, Brendon Boyd Urie, Jenny Owen Youngs \| – \| \| 7. Januar 2019 – 27. Januar 2019 3 Wochen (insgesamt 24) \| 24 \| Lady Gaga & Bradley Cooper \| Shallow Mark Ronson, Anthony Rossomando, Andrew Wyatt, Joanne Stefani Germanotta \| – \| \| 28. Januar 2019 – 3. Februar 2019 1 Woche \| 1 \| Ariana Grande \| 7 Rings Richard Rodgers, Oscar Hammerstein II, Charles Michael Anderson, Thomas Lee Brown, Michael Foster, Ariana Grande, Njomza Vitia, Tayla Parx, Kimberly Krysiuk, Victoria Monét \| Zum vierten Mal steht die US-Sängerin in Kanada an der Spitze der Singlecharts. \| \| 4. Februar 2019 – 17. März 2019 6 Wochen (insgesamt 24) \| 24 \| Lady Gaga & Bradley Cooper \| Shallow Mark Ronson, Anthony Rossomando, Andrew Wyatt, Joanne Stefani Germanotta \| – \| \| 18. März 2019 – 24. März 2019 1 Woche \| 1 \| Marie-Élaine Thibert \| Tu trouveras la paix \| – \| \| 25. März 2019 – 14. April 2019 3 Wochen (insgesamt 24) \| 24 \| Lady Gaga & Bradley Cooper \| Shallow Mark Ronson, Anthony Rossomando, Andrew Wyatt, Joanne Stefani Germanotta \| – \| \| 15. April 2019 – 5. Mai 2019 3 Wochen (insgesamt 17) \| 17 \| Lil Nas X \| Old Town Road Michael Trent Reznor, Montero Hill, Atticus Matthew Ross, Kiowa Roukema \| – \| \| 6. Mai 2019 – 12. Mai 2019 1 Woche \| 1 \| Taylor Swift feat. Brendon Urie \| Me! Taylor Alison Swift, Joel Little, Brendon Boyd Urie \| – \| \| 13. Mai 2019 – 19. Mai 2019 1 Woche (insgesamt 17) \| 17 \| Lil Nas X \| Old Town Road Michael Trent Reznor, Montero Hill, Atticus Matthew Ross, Kiowa Roukema \| – \| \| 20. Mai 2019 – 26. Mai 2019 1 Woche \| 1 \| Ed Sheeran & Justin Bieber \| I Don’t Care Edward Christopher Sheeran, Karl Martin Sandberg, Justin Bieber, Johan Karl Schuster, Jason P. D. Boyd, Frederick John Philip Gibson \| – \| \| 27. Mai 2019 – 25. August 2019 13 Wochen (insgesamt 17) \| 17 \| Lil Nas X \| Old Town Road Michael Trent Reznor, Montero Hill, Atticus Matthew Ross, Kiowa Roukema \| – \| \| 26. August 2019 – 22. September 2019 4 Wochen \| 4 \| Shawn Mendes & Camila Cabello \| Señorita Andrew Wotman, Charlotte Emma Aitchison, Camila Cabello, Magnus Hoiberg, Benjamin Joseph Levin, Shawn Mendes, Jack Patterson \| – \| \| 23. September 2019 – 13. Oktober 2019 3 Wochen (insgesamt 6) \| 6 \| Lewis Capaldi \| Someone You Loved Lewis Marc Capaldi, Benjamin Alexander Kohn, Peter Norman Cullen Kelleher, Thomas Andrew Searle Barnes, Samuel Elliot Roman \| – \| \| 14. Oktober 2019 – 20. Oktober 2019 1 Woche \| 1 \| Dan + Shay & Justin Bieber \| 10,000 Hours Daniel Smyers, James Shay Mooney, Jordan Kyle Reynolds, Justin Drew Bieber, Jason P. D. Boyd, Jessie Jo Dillon \| – \| \| 21. Oktober 2019 – 3. November 2019 2 Wochen (insgesamt 6) \| 6 \| Lewis Capaldi \| Someone You Loved Lewis Marc Capaldi, Benjamin Alexander Kohn, Peter Norman Cullen Kelleher, Thomas Andrew Searle Barnes, Samuel Elliot Roman \| – \| \| 4. November 2019 – 10. November 2019 1 Woche \| 1 \| Selena Gomez \| Lose You to Love Me Robin Lennart Fredriksson, Mattias Per Larsson, Julia Michaels, Justin Drew Tranter, Selena Marie Gomez \| – \| \| 11. November 2019 – 17. November 2019 1 Woche (insgesamt 6) \| 6 \| Lewis Capaldi \| Someone You Loved Lewis Marc Capaldi, Benjamin Alexander Kohn, Peter Norman Cullen Kelleher, Thomas Andrew Searle Barnes, Samuel Elliot Roman \| – \| \| 18. November 2019 – 9. Februar 2020 12 Wochen (insgesamt 18) \| 18 \| Tones and I \| Dance Monkey Toni Watson \| – \| |                                      |                                      | |                                                                                 |
| ← 2018 |                                      |                                      | | → 2020 →                                                                        |
| Zeitraum | Wo. ges.                             | Interpret                            | Titel Autor(en) | Zusätzliche Informationen                                                       |
| (Zeitraum, Wochen auf Platz eins, Interpret, Titel, Autor[en], zusätzliche Informationen) |                                      |                                      | |                                                                                 |
| 8. Oktober 2018 – 1. Januar 2019 12 Wochen (insgesamt 24) | 24                                   | Lady Gaga & Bradley Cooper           | Shallow Mark Ronson, Anthony Rossomando, Andrew Wyatt, Joanne Stefani Germanotta | –                                                                               |
| 2. Januar 2019 – 6. Januar 2019 1 Woche | 1                                    | Panic at the Disco                   | High Hopes Tayla Parx, Samuel Hollander, Jonas Jeberg, Ilsey Juber, Lauren Pritchard, William Ernest Lobban Bean, Jake Sinclair, Brendon Boyd Urie, Jenny Owen Youngs                | –                                                                               |
| 7. Januar 2019 – 27. Januar 2019 3 Wochen (insgesamt 24) | 24                                   | Lady Gaga & Bradley Cooper           | Shallow Mark Ronson, Anthony Rossomando, Andrew Wyatt, Joanne Stefani Germanotta | –                                                                               |
| 28. Januar 2019 – 3. Februar 2019 1 Woche | 1                                    | Ariana Grande                        | 7 Rings Richard Rodgers, Oscar Hammerstein II, Charles Michael Anderson, Thomas Lee Brown, Michael Foster, Ariana Grande, Njomza Vitia, Tayla Parx, Kimberly Krysiuk, Victoria Monét | Zum vierten Mal steht die US-Sängerin in Kanada an der Spitze der Singlecharts. |
| 4. Februar 2019 – 17. März 2019 6 Wochen (insgesamt 24) | 24                                   | Lady Gaga & Bradley Cooper           | Shallow Mark Ronson, Anthony Rossomando, Andrew Wyatt, Joanne Stefani Germanotta | –                                                                               |
| 18. März 2019 – 24. März 2019 1 Woche | 1                                    | Marie-Élaine Thibert                 | Tu trouveras la paix | –                                                                               |
| 25. März 2019 – 14. April 2019 3 Wochen (insgesamt 24) | 24                                   | Lady Gaga & Bradley Cooper           | Shallow Mark Ronson, Anthony Rossomando, Andrew Wyatt, Joanne Stefani Germanotta | –                                                                               |
| 15. April 2019 – 5. Mai 2019 3 Wochen (insgesamt 17) | 17                                   | Lil Nas X                            | Old Town Road Michael Trent Reznor, Montero Hill, Atticus Matthew Ross, Kiowa Roukema                                                                                                | –                                                                               |
| 6. Mai 2019 – 12. Mai 2019 1 Woche | 1                                    | Taylor Swift feat. Brendon Urie      | Me! Taylor Alison Swift, Joel Little, Brendon Boyd Urie | –                                                                               |
| 13. Mai 2019 – 19. Mai 2019 1 Woche (insgesamt 17) | 17                                   | Lil Nas X                            | Old Town Road Michael Trent Reznor, Montero Hill, Atticus Matthew Ross, Kiowa Roukema                                                                                                | –                                                                               |
| 20. Mai 2019 – 26. Mai 2019 1 Woche | 1                                    | Ed Sheeran & Justin Bieber           | I Don’t Care Edward Christopher Sheeran, Karl Martin Sandberg, Justin Bieber, Johan Karl Schuster, Jason P. D. Boyd, Frederick John Philip Gibson                                    | –                                                                               |
| 27. Mai 2019 – 25. August 2019 13 Wochen (insgesamt 17) | 17                                   | Lil Nas X                            | Old Town Road Michael Trent Reznor, Montero Hill, Atticus Matthew Ross, Kiowa Roukema                                                                                                | –                                                                               |
| 26. August 2019 – 22. September 2019 4 Wochen | 4                                    | Shawn Mendes & Camila Cabello        | Señorita Andrew Wotman, Charlotte Emma Aitchison, Camila Cabello, Magnus Hoiberg, Benjamin Joseph Levin, Shawn Mendes, Jack Patterson                                                | –                                                                               |
| 23. September 2019 – 13. Oktober 2019 3 Wochen (insgesamt 6) | 6                                    | Lewis Capaldi                        | Someone You Loved Lewis Marc Capaldi, Benjamin Alexander Kohn, Peter Norman Cullen Kelleher, Thomas Andrew Searle Barnes, Samuel Elliot Roman                                        | –                                                                               |
| 14. Oktober 2019 – 20. Oktober 2019 1 Woche | 1                                    | Dan + Shay & Justin Bieber           | 10,000 Hours Daniel Smyers, James Shay Mooney, Jordan Kyle Reynolds, Justin Drew Bieber, Jason P. D. Boyd, Jessie Jo Dillon                                                          | –                                                                               |
| 21. Oktober 2019 – 3. November 2019 2 Wochen (insgesamt 6) | 6                                    | Lewis Capaldi                        | Someone You Loved Lewis Marc Capaldi, Benjamin Alexander Kohn, Peter Norman Cullen Kelleher, Thomas Andrew Searle Barnes, Samuel Elliot Roman                                        | –                                                                               |
| 4. November 2019 – 10. November 2019 1 Woche | 1                                    | Selena Gomez                         | Lose You to Love Me Robin Lennart Fredriksson, Mattias Per Larsson, Julia Michaels, Justin Drew Tranter, Selena Marie Gomez                                                          | –                                                                               |
| 11. November 2019 – 17. November 2019 1 Woche (insgesamt 6) | 6                                    | Lewis Capaldi                        | Someone You Loved Lewis Marc Capaldi, Benjamin Alexander Kohn, Peter Norman Cullen Kelleher, Thomas Andrew Searle Barnes, Samuel Elliot Roman                                        | –                                                                               |
| 18. November 2019 – 9. Februar 2020 12 Wochen (insgesamt 18) | 18                                   | Tones and I                          | Dance Monkey Toni Watson | –                                                                               |

## Alben
| ← 2018 ← | Liste der Nummer-eins-Hits in Kanada | Liste der Nummer-eins-Hits in Kanada | Liste der Nummer-eins-Hits in Kanada     | 2020 → |
| \| Zeitraum \| Wo. ges. \| Interpret \| Titel \| Zusätzliche Informationen \| \| (Zeitraum, Wochen auf Platz eins, Interpret, Titel, zusätzliche Informationen) \| \| \| \| \| \| ------------------------------------------------------------------------------ \| -------- \| -------------------------- \| ---------------------------------------- \| ---------------------------------------------------------------------------------------------------------------------------------------------------------------------------------------------------------------------------------------------------------------------------------------------------------------------------------------------- \| \| 24. Dezember 2018 – 20. Januar 2019 4 Wochen (insgesamt 9) \| 9 \| Lady Gaga & Bradley Cooper \| A Star Is Born (Soundtrack) \| – \| \| 21. Januar 2019 – 27. Januar 2019 1 Woche (insgesamt 3) \| 3 \| Cher \| Dancing Queen \| – \| \| 28. Januar 2019 – 3. Februar 2019 1 Woche (insgesamt 9) \| 9 \| Lady Gaga & Bradley Cooper \| A Star Is Born (Soundtrack) \| – \| \| 4. Februar 2019 – 10. Februar 2019 1 Woche \| 1 \| Backstreet Boys \| DNA \| – \| \| 11. Februar 2019 – 17. Februar 2019 1 Woche (insgesamt 9) \| 9 \| Lady Gaga & Bradley Cooper \| A Star Is Born (Soundtrack) \| – \| \| 18. Februar 2019 – 24. Februar 2019 1 Woche \| 1 \| Ariana Grande \| Thank U, Next \| – \| \| 25. Februar 2019 – 3. März 2019 1 Woche \| 1 \| Avril Lavigne \| Head Above Water \| – \| \| 4. März 2019 – 10. März 2019 1 Woche (insgesamt 9) \| 9 \| Lady Gaga & Bradley Cooper \| A Star Is Born (Soundtrack) \| – \| \| 11. März 2019 – 17. März 2019 1 Woche \| 1 \| Bryan Adams \| Shine a Light \| – \| \| 18. März 2019 – 24. März 2019 1 Woche \| 1 \| Verschiedene Interpreten \| Serge Fiori: Seul ensemble \| Die Musik gehört zu einer Aufführung des Cirque Éloize aus Montréal. \| \| 25. März 2019 – 31. März 2019 1 Woche (insgesamt 4) \| 4 \| Michael Bublé \| Love \| – \| \| 1. April 2019 – 7. April 2019 1 Woche \| 1 \| Passe-Partout \| Coucou Passe-Partout \| Die Serie für Vorschulkinder war in den 1980ern erfolgreich. 2019 wurde sie neu belebt und startet gleich mit einem Nummer-eins-Album. \| \| 8. April 2019 – 14. April 2019 1 Woche \| 1 \| Billie Eilish \| When We All Fall Asleep, Where Do We Go? \| Die 17-jährige US-Amerikanerin erobert mit ihrem Debütalbum in zahlreichen Ländern weltweit Platz 1. \| \| 15. April 2019 – 21. April 2019 1 Woche \| 1 \| Khalid \| Free Spirit \| – \| \| 22. April 2019 – 5. Mai 2019 2 Wochen \| 2 \| BTS \| Map of the Soul: Persona \| – \| \| 6. Mai 2019 – 12. Mai 2019 1 Woche \| 1 \| Hillsong United \| People \| – \| \| 13. Mai 2019 – 19. Mai 2019 1 Woche \| 1 \| Corey Hart \| Dreaming Time Again (EP) \| 36 Jahre nach seinem Debüt und 20 Jahre nach seinem letzten Chartalbum meldet sich der Kanadier an der Chartspitze zurück. Zuvor war er im März in die Canadian Music Hall of Fame aufgenommen worden. Mitte der 1980er war Hart international erfolgreich gewesen und hatte ein Album und drei Singles in seiner Heimat auf Platz 1 gebracht. \| \| 20. Mai 2019 – 26. Mai 2019 1 Woche (insgesamt 3) \| 3 \| Cher \| Dancing Queen \| – \| \| 27. Mai 2019 – 2. Juni 2019 1 Woche \| 1 \| Rammstein \| Unbetitelt \| – \| \| 3. Juni 2019 – 16. Juni 2019 2 Wochen \| 2 \| Jean Leloup \| L’étrange pays \| – \| \| 17. Juni 2019 – 23. Juni 2019 1 Woche \| 1 \| Jonas Brothers \| Happiness Begins \| – \| \| 24. Juni 2019 – 30. Juni 2019 1 Woche \| 1 \| Madonna \| Madame X \| – \| \| 1. Juli 2019 – 7. Juli 2019 1 Woche \| 1 \| The Raconteurs \| Help Us, Stranger \| – \| \| 8. Juli 2019 – 21. Juli 2019 2 Wochen \| 2 \| The Black Keys \| Let’s Rock \| – \| \| 22. Juli 2019 – 4. August 2019 2 Wochen \| 2 \| Ed Sheeran \| No. 6 Collaborations Project \| – \| \| 5. August 2019 – 11. August 2019 1 Woche \| 1 \| Of Monsters and Men \| Fever Dream \| – \| \| 12. August 2019 – 18. August 2019 1 Woche \| 1 \| Volbeat \| Rewind, Replay, Rebound \| – \| \| 19. August 2019 – 1. September 2019 2 Wochen \| 2 \| Slipknot \| We Are Not Your Kind \| – \| \| 2. September 2019 – 8. September 2019 1 Woche \| 1 \| Taylor Swift \| Lover \| – \| \| 9. September 2019 – 15. September 2019 1 Woche \| 1 \| Tool \| Fear Inoculum \| – \| \| 16. September 2019 – 22. September 2019 1 Woche \| 1 \| Post Malone \| Hollywood’s Bleeding \| – \| \| 23. September 2019 – 29. September 2019 1 Woche \| 1 \| The Lumineers \| III \| – \| \| 30. September 2019 – 6. Oktober 2019 1 Woche \| 1 \| Blink-182 \| Nine \| – \| \| 7. Oktober 2019 – 13. Oktober 2019 1 Woche \| 1 \| The Beatles \| Abbey Road (50th Anniversary Edition) \| – \| \| 14. Oktober 2019 – 20. Oktober 2019 1 Woche \| 1 \| City and Colour \| A Pill for Loneliness \| – \| \| 21. Oktober 2019 – 27. Oktober 2019 1 Woche \| 1 \| Les Cowboys Fringants \| Les antipodes \| – \| \| 28. Oktober 2019 – 3. November 2019 1 Woche \| 1 \| Patrick Watson \| Wave \| – \| \| 4. November 2019 – 10. November 2019 1 Woche \| 1 \| Rex Orange County \| Pony \| – \| \| 11. November 2019 – 17. November 2019 1 Woche \| 1 \| Half Moon Run \| A Blemish in the Great Light \| – \| \| 18. November 2019 – 24. November 2019 1 Woche \| 1 \| Luke Combs \| What You See Is What You Get \| – \| \| 25. November 2019 – 1. Dezember 2019 1 Woche (insgesamt 2) \| 2 \| Céline Dion \| Courage \| – \| \| 2. Dezember 2019 – 8. Dezember 2019 1 Woche (insgesamt 2) \| 2 \| Leonard Cohen \| Thanks for the Dance \| – \| \| 9. Dezember 2019 – 15. Dezember 2019 1 Woche (insgesamt 2) \| 2 \| Céline Dion \| Courage \| – \| \| 16. Dezember 2019 – 22. Dezember 2019 1 Woche \| 1 \| Camila Cabello \| Romance \| – \| \| 23. Dezember 2019 – 29. Dezember 2019 1 Woche (insgesamt 2) \| 2 \| Harry Styles \| Fine Line \| – \| \| 30. Dezember 2019 – 5. Januar 2020 1 Woche (insgesamt 2) \| 2 \| Leonard Cohen \| Thanks for the Dance \| – \| |                                      |                                      |                                          | |
| ← 2018 |                                      |                                      |                                          | → 2020 → |
| Zeitraum | Wo. ges.                             | Interpret                            | Titel                                    | Zusätzliche Informationen |
| (Zeitraum, Wochen auf Platz eins, Interpret, Titel, zusätzliche Informationen) |                                      |                                      |                                          | |
| 24. Dezember 2018 – 20. Januar 2019 4 Wochen (insgesamt 9) | 9                                    | Lady Gaga & Bradley Cooper           | A Star Is Born (Soundtrack)              | – |
| 21. Januar 2019 – 27. Januar 2019 1 Woche (insgesamt 3) | 3                                    | Cher                                 | Dancing Queen                            | – |
| 28. Januar 2019 – 3. Februar 2019 1 Woche (insgesamt 9) | 9                                    | Lady Gaga & Bradley Cooper           | A Star Is Born (Soundtrack)              | – |
| 4. Februar 2019 – 10. Februar 2019 1 Woche | 1                                    | Backstreet Boys                      | DNA                                      | – |
| 11. Februar 2019 – 17. Februar 2019 1 Woche (insgesamt 9) | 9                                    | Lady Gaga & Bradley Cooper           | A Star Is Born (Soundtrack)              | – |
| 18. Februar 2019 – 24. Februar 2019 1 Woche | 1                                    | Ariana Grande                        | Thank U, Next                            | – |
| 25. Februar 2019 – 3. März 2019 1 Woche | 1                                    | Avril Lavigne                        | Head Above Water                         | – |
| 4. März 2019 – 10. März 2019 1 Woche (insgesamt 9) | 9                                    | Lady Gaga & Bradley Cooper           | A Star Is Born (Soundtrack)              | – |
| 11. März 2019 – 17. März 2019 1 Woche | 1                                    | Bryan Adams                          | Shine a Light                            | – |
| 18. März 2019 – 24. März 2019 1 Woche | 1                                    | Verschiedene Interpreten             | Serge Fiori: Seul ensemble               | Die Musik gehört zu einer Aufführung des Cirque Éloize aus Montréal. |
| 25. März 2019 – 31. März 2019 1 Woche (insgesamt 4) | 4                                    | Michael Bublé                        | Love                                     | – |
| 1. April 2019 – 7. April 2019 1 Woche | 1                                    | Passe-Partout                        | Coucou Passe-Partout                     | Die Serie für Vorschulkinder war in den 1980ern erfolgreich. 2019 wurde sie neu belebt und startet gleich mit einem Nummer-eins-Album. |
| 8. April 2019 – 14. April 2019 1 Woche | 1                                    | Billie Eilish                        | When We All Fall Asleep, Where Do We Go? | Die 17-jährige US-Amerikanerin erobert mit ihrem Debütalbum in zahlreichen Ländern weltweit Platz 1. |
| 15. April 2019 – 21. April 2019 1 Woche | 1                                    | Khalid                               | Free Spirit                              | – |
| 22. April 2019 – 5. Mai 2019 2 Wochen | 2                                    | BTS                                  | Map of the Soul: Persona                 | – |
| 6. Mai 2019 – 12. Mai 2019 1 Woche | 1                                    | Hillsong United                      | People                                   | – |
| 13. Mai 2019 – 19. Mai 2019 1 Woche | 1                                    | Corey Hart                           | Dreaming Time Again (EP)                 | 36 Jahre nach seinem Debüt und 20 Jahre nach seinem letzten Chartalbum meldet sich der Kanadier an der Chartspitze zurück. Zuvor war er im März in die Canadian Music Hall of Fame aufgenommen worden. Mitte der 1980er war Hart international erfolgreich gewesen und hatte ein Album und drei Singles in seiner Heimat auf Platz 1 gebracht. |
| 20. Mai 2019 – 26. Mai 2019 1 Woche (insgesamt 3) | 3                                    | Cher                                 | Dancing Queen                            | – |
| 27. Mai 2019 – 2. Juni 2019 1 Woche | 1                                    | Rammstein                            | Unbetitelt                               | – |
| 3. Juni 2019 – 16. Juni 2019 2 Wochen | 2                                    | Jean Leloup                          | L’étrange pays                           | – |
| 17. Juni 2019 – 23. Juni 2019 1 Woche | 1                                    | Jonas Brothers                       | Happiness Begins                         | – |
| 24. Juni 2019 – 30. Juni 2019 1 Woche | 1                                    | Madonna                              | Madame X                                 | – |
| 1. Juli 2019 – 7. Juli 2019 1 Woche | 1                                    | The Raconteurs                       | Help Us, Stranger                        | – |
| 8. Juli 2019 – 21. Juli 2019 2 Wochen | 2                                    | The Black Keys                       | Let’s Rock                               | – |
| 22. Juli 2019 – 4. August 2019 2 Wochen | 2                                    | Ed Sheeran                           | No. 6 Collaborations Project             | – |
| 5. August 2019 – 11. August 2019 1 Woche | 1                                    | Of Monsters and Men                  | Fever Dream                              | – |
| 12. August 2019 – 18. August 2019 1 Woche | 1                                    | Volbeat                              | Rewind, Replay, Rebound                  | – |
| 19. August 2019 – 1. September 2019 2 Wochen | 2                                    | Slipknot                             | We Are Not Your Kind                     | – |
| 2. September 2019 – 8. September 2019 1 Woche | 1                                    | Taylor Swift                         | Lover                                    | – |
| 9. September 2019 – 15. September 2019 1 Woche | 1                                    | Tool                                 | Fear Inoculum                            | – |
| 16. September 2019 – 22. September 2019 1 Woche | 1                                    | Post Malone                          | Hollywood’s Bleeding                     | – |
| 23. September 2019 – 29. September 2019 1 Woche | 1                                    | The Lumineers                        | III                                      | – |
| 30. September 2019 – 6. Oktober 2019 1 Woche | 1                                    | Blink-182                            | Nine                                     | – |
| 7. Oktober 2019 – 13. Oktober 2019 1 Woche | 1                                    | The Beatles                          | Abbey Road (50th Anniversary Edition)    | – |
| 14. Oktober 2019 – 20. Oktober 2019 1 Woche | 1                                    | City and Colour                      | A Pill for Loneliness                    | – |
| 21. Oktober 2019 – 27. Oktober 2019 1 Woche | 1                                    | Les Cowboys Fringants                | Les antipodes                            | – |
| 28. Oktober 2019 – 3. November 2019 1 Woche | 1                                    | Patrick Watson                       | Wave                                     | – |
| 4. November 2019 – 10. November 2019 1 Woche | 1                                    | Rex Orange County                    | Pony                                     | – |
| 11. November 2019 – 17. November 2019 1 Woche | 1                                    | Half Moon Run                        | A Blemish in the Great Light             | – |
| 18. November 2019 – 24. November 2019 1 Woche | 1                                    | Luke Combs                           | What You See Is What You Get             | – |
| 25. November 2019 – 1. Dezember 2019 1 Woche (insgesamt 2) | 2                                    | Céline Dion                          | Courage                                  | – |
| 2. Dezember 2019 – 8. Dezember 2019 1 Woche (insgesamt 2) | 2                                    | Leonard Cohen                        | Thanks for the Dance                     | – |
| 9. Dezember 2019 – 15. Dezember 2019 1 Woche (insgesamt 2) | 2                                    | Céline Dion                          | Courage                                  | – |
| 16. Dezember 2019 – 22. Dezember 2019 1 Woche | 1                                    | Camila Cabello                       | Romance                                  | – |
| 23. Dezember 2019 – 29. Dezember 2019 1 Woche (insgesamt 2) | 2                                    | Harry Styles                         | Fine Line                                | – |
| 30. Dezember 2019 – 5. Januar 2020 1 Woche (insgesamt 2) | 2                                    | Leonard Cohen                        | Thanks for the Dance                     | – |